# Morris C8
Le Morris Commercial C8 FAT (Field Artillery Tractor, tracteur d'artillerie de campagne), surnommé le Quad, est un tracteur d'artillerie britannique de la Seconde Guerre mondiale.
C'était un véhicule sur roues chargé de tracter des pièces d'artillerie de taille moyenne, comme l'obusier Ordnance QF 25 pounder et le canon antichar Ordnance QF 17 pounder.

## Histoire
Le tracteur d'artillerie original fut conçu par le constructeur automobile Guy Motors sur un châssis Morris C8 4 × 4 en 1937. Comme la demande excédait ses capacités de production, Morris reprit la production, suivi plus tard par d'autres fabricants.
Le Quad disposait d'un treuil de 4 tonnes.
Plus de 10 000 unités furent construites, principalement par Morris, Karrier et General Motors Canada (en).

## Histoire au combat
Le Quad fut utilisé par les forces britanniques et du Commonwealth durant la Seconde Guerre mondiale et la Guerre de Corée. Juste après la Seconde Guerre mondiale, un certain nombre furent fournis à l'Armée danoise.

## Variantes

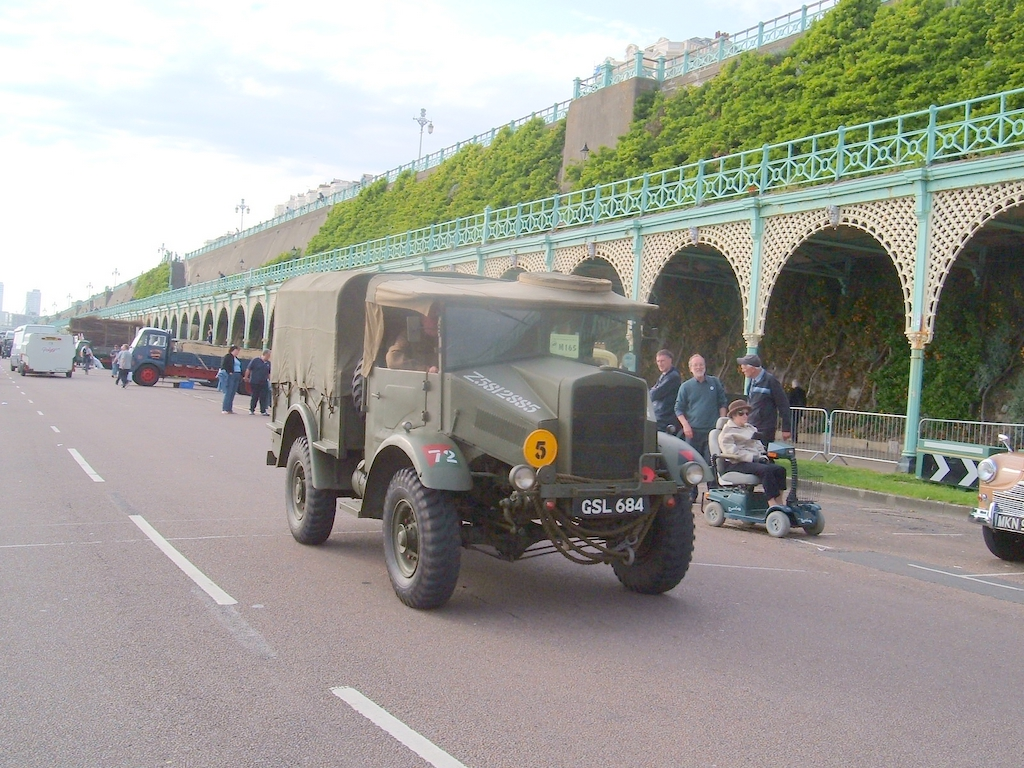
Un Morris C8 GS

Mk IToit fermé (en métal).
Mk IIToit ouvert, avec une capote déroulante.
Mk III
C8 GSCamion sur un châssis C8 FAT.